# Заслуженный экономист Республики Марий Эл
Заслуженный экономист Республики Марий Эл (луговомар. Марий Эл Республикын сулло экономистше) — государственная награда, почётное звание Республики Марий Эл.

## История
Учреждено Указом Президиума Верховного Совета Марийской АССР от 26 января 1972 года.

## Основания награждения
Установлено для высокопрофессиональных специалистов предприятий, учреждений и организаций за заслуги в области экономики и финансовой деятельности, в развитии экономической науки, подготовке кадров и работающим по специальности 15 и более лет.
Присваивается Главой Республики Марий Эл (ранее Президиумом Верховного Совета Марийской АССР) с вручением удостоверения и нагрудного знака. На 1 июля 2008 года звания удостоены 344 человека.

## Список обладателей почётного звания
- Сидоркин, Владимир Иванович (1994)[2]
- Катков Николай Семёнович (2003)[3]
- Васенева Светлана Леонидовна (2023)[4]
- Губайдулин Илья Салихович (2023)[4]
- Кочергина Елена Вадимовна (2023)[4]
- Шашкова Ирина Анатольевна (2023)[4]